# Joe Gibbs (coach)
Joe Jackson Gibbs, född 25 november 1940 i Mocksville i North Carolina, är en amerikansk före detta tränare inom amerikansk fotboll samt delägare av Nascar-stallet Joe Gibbs Racing. Gibbs vann som tränare för Washington Redskins Super Bowl tre gånger och har som stallägare vunnit Nascar Cup Series fem gånger samt Xfinity Series fyra gånger. Gibbs blev 1996 invald i Pro Football Hall of Fame och 2020 invald i Nascar Hall of Fame.

## NFL
Joe Gibbs har sedan 1964 ett förflutet inom den amerikanska fotbollen i olika roller, bland annat som spelkoordinator och tränare för offensiva linjen och runningbacks samt huvudtränare. Gibbs tog över rollen som huvudtränare för Washington Redskins 1981 efter att Jack Pardee fått sparken. Gibbs var vid tidpunkten Offensive coordinator för San Diego Chargers när han fick förfrågan från Redskins dåvarande ägare Jack Kent Cooke. Han var huvudtränare för Washington Redskins under åren 1981–1992 samt 2004–2007. Han var den 20:e och 26:e tränaren i ordningen. Under dom tolv första säsongerna Gibbs var tränare ledde han Redskins till fyra titlar i NFC Championship Game (1982, 1983, 1987 och 1991) och fyra Super Bowl varav Washington Redskins stod som segrare 1982, 1987 och 1991. Gibbs invaldes i Pro Football Hall of Fame 1996.

## Joe Gibbs Racing

### Nascar
Året innan Joe Gibbs avslutade sin första stint som tränare för Washington Redskins startade han Nascar-stallet Joe Gibbs Racing tillsammans med sin son J. D. Gibbs. JGR debuterade 1992 i Daytona 500 med Dale Jarrett som förare i en Chevrolet. Året därpå vann Jarrett Daytona 500 vilket blev JGR:s första seger. 

### Dragracing
Åren 1995-2000 tävlade Joe Gibbs Racing i dragracing i klasserna Funny Car, Pro Stock Firebird och Top Fuel dragster i tävlingar arrangerade av National Hot Rod Association. Bästa resultat stod Cory McClenathan för med en andraplats i totalen 1995, 1997 och 1998.